# Epiblema albohamulana
Epiblema albohamulana is een vlinder uit de familie bladrollers (Tortricidae). De wetenschappelijke naam is voor het eerst geldig gepubliceerd in 1893 door Rebel.
De soort komt voor in Europa.